# Szymon Konarski (heraldyk)
Szymon Jaxa-Konarski (ur. 26 kwietnia 1894 w Bidzinach, zm. 12 czerwca 1981 w Paryżu) – polski ekonomista, heraldyk i genealog.

## Życiorys
Pochodził ze szlacheckiej rodziny Jaxa-Konarskich h. Gryf, był synem ziemianina Aleksandra Konstantego i Wiktorii Oktawii ze Świda-Polnych h. Grabie. Absolwent Akademii Handlowej w Krakowie i Wyższej Szkoły Rolniczej w Warszawie. W latach 1914–1915 żołnierz II Brygady Legionów Polskich. W latach 1918–1928 gospodarował w swoim majątku w Hołudzy w powiecie stopnickim. Był prezesem Wojewódzkiego Związku Ziemian w Kielcach oraz członkiem Okręgowej Komisji Oszczędnościowej w Kielcach. Następnie pracował w bankowości, w latach 1930–1933 był dyrektorem Banku Ziemiańskiego, a w marcu 1935 roku został inspektorem bankowym w Ministerstwie Skarbu w Warszawie. W marcu 1939 został wysłany na stanowisko dyrektora Banku Polska Kasa Opieki do Paryża, gdzie pracował przez całą II wojnę światową, opiekując się księgarnią polską w Paryżu i pomagając uchodźcom. Był więziony przez kilka miesięcy przez Gestapo za pracę w Caritasie. W stolicy Francji pozostał do końca życia.
Szymon Konarski zasłynął jako heraldyk i genealog. Mimo że zajmował się tymi naukami amatorsko, dzięki usilnej pracy zaczął odnosić sukcesy na tym polu. Pierwsza jego praca wydana drukiem w 1936, Szlachta Kalwińska w Polsce, spotkała się z uznaniem historyków. Na emigracji ukazały się dalsze publikacje Konarskiego w języku polskim i francuskim wysoko oceniane w kręgach naukowych.
Był jednym z inicjatorów i współautorów oraz redaktorem naczelnym wydawnictwa „Materiały do Biografii, Genealogii i Heraldyki Polskiej”, wydawanego od 1963 w Buenos Aires.

## Ordery i odznaczenia
- Krzyż Niepodległości (3 maja 1932)[2]
- Krzyż Walecznych
- Złoty Krzyż Zasługi (23 września 1926)[3]
- Kawaler Honoru i Dewocji Orderu Maltańskiego[1]

## Publikacje
- Kanoniczki warszawskie 24 IV 1744 – 13 VIII 1944, Paryż, 1952.
- Armorial de la noblesse polonaise titrée, Paris, 1958.
- Cztery lata w okupowanym Paryżu: 14.VI.1940 – 25.VIII.1944, Paris, Skł. gł. „Libella,” 1963.
- Platerowie, Buenos Aires, Paryż, 1967.
- Bomberaki, Cacypupki i Lapiduchy, Londyn, Polska Fundacja Kulturalna, 1967.
- O heraldyce i „heraldycznym” snobizmie, Paris, Księgarnia Polska W Paryżu, 1967; Warszawa, 1992.
- Poczet Kirkorow ułożony chronologicznie według ścisłych lub przybliżonych dat występowania osób względnie protoplastów wraz ze Stanisławem Kirkorem, Londyn, 1969.
- Kirkorowie litewscy; materiały do monografii rodziny kresowej, wraz ze Stanisławem Kirkorem, Londyn, 1969.
- Wykaz prac drukowanych w wydawnictwach Polskiego Towarzystwa Heraldycznego, 1908–1939, wraz Bernardem Klec-Pilewskim, Buenos Aires – Paryż, Dorrego, 1971.
- Szlachta kalwińska w Polsce, Warszawa, Wyd. Naukowe Semper, 1992.
- Indeks nazwisk do „Herbarza polskiego” Adama Bonieckiego, oprac. wraz ze Sławomirem Górzyńskim, Warszawa, Wyd. Arbor DiG, 1993.
- Słownik geograficzny Królestwa Polskiego i innych krajów słowiańskich. Indeks nazwisk oprac. wraz ze Sławomirem Górzyńskim, Warszawa, Wyd. DiG, 1995.